# Brodarovec
Brodarovec is een plaats in de gemeente Maruševec in de Kroatische provincie Varaždin. De plaats telt 224 inwoners (2001).